# Schwendau
Schwendau este o comună în districtul Schwaz din landul Tirol, Austria.